# Pavillon de Vendôme (Aix-en-Provence)
Pour les articles homonymes, voir Pavillon Vendôme.
Le pavillon de Vendôme, aussi appelé Pavillon Vendôme ou Pavillon de La Molle, est un ancien hôtel particulier, situé dans la ville d'Aix-en-Provence. Il a deux entrées : l'une au 34, rue Célony, et l'autre au 13, rue de la Molle. Lui est attaché un jardin à la française.
Dans le musée du Pavillon de Vendôme-Dobler, qu'il abrite, se tiennent, depuis les années 1990, des expositions d'art contemporain et de photographies, et de nombreuses visites touristiques
.

## Historique

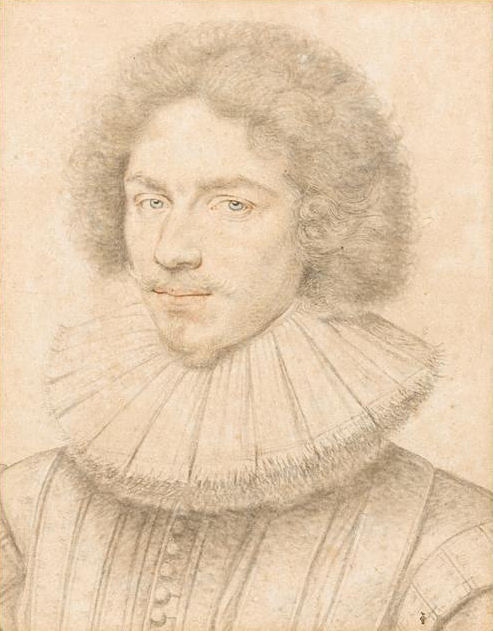
Louis de Mercœur, duc de Vendôme.

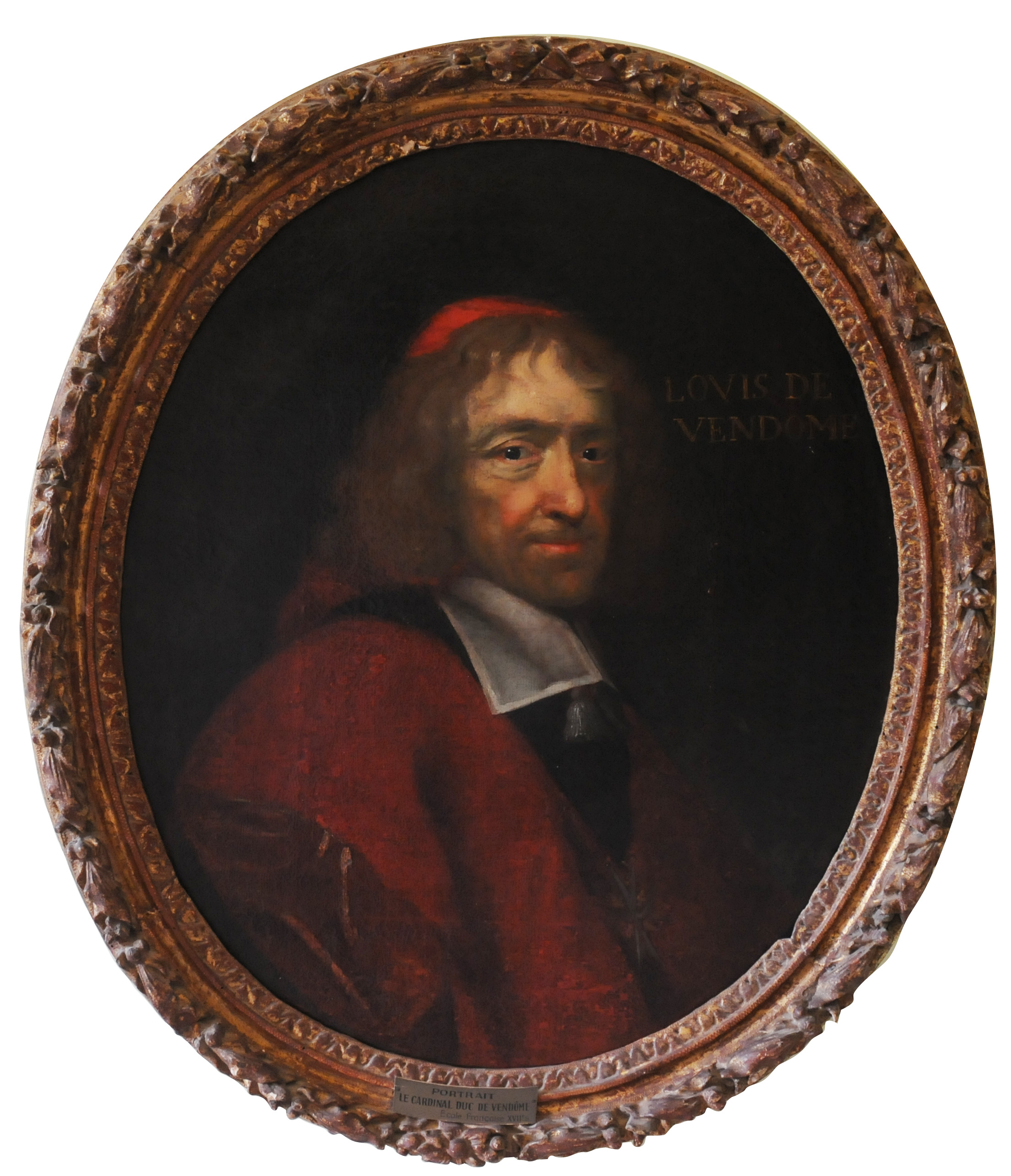
Autre portrait représentant un duc de Vendôme plus âgé.

En 1664, Louis de Mercœur, duc de Vendôme 
acquiert la parcelle sur laquelle il fera construire le Pavillon. 
Petit-fils d'Henri IV et de Gabrielle d'Estrées,
il est pair de France,
duc de Vendôme, de Mercœur, de Beaufort, de Penthièvre et d'Étampes, prince de Martigues et d'Anet.
Il a épousé Laure Mancini, nièce du cardinal Mazarin, dont il est ainsi un neveu par alliance 
, même s'il est veuf depuis la mort de Laure en 1657. 
Il a un temps pensé épouser en secondes noces Lucrèce de Forbin-Solliès, « la Belle du Canet », mais le roi n'aurait pas accepté cete mésalliance d'un Pair, et le duc se résout à rester l'amant de la Belle
.
Le 8 avril 1652, son cousin le roi Louis XIV, lui a confié le commandement des armées de la Provence, et le duc a quitté Paris aussitôt, et fait son entrée à Aix un mois plus tard. Réputé doux et pieux, il porte les espoirs du roi pour mettre fin aux troubles de la Fronde en Provence, et asseoir l'autorité du roi sur cette partie du royaume et les villes qui s'y étaient révoltées.
En 1654, ses efforts d'apaisement sont reconnus par les notables aixois, qui demandent expressément que le roi nomme le duc gouverneur de Provence.
En 1660, le roi vient a Aix et peut constater combien l'apaisement y est réel, et l'autorité royale rétablie.
En 1664, reconnaissance de son action, l'assemblée générale des communautés de la Provence alloue au duc de Mercœur, dorénavant duc de Vendôme, la somme de 20 000 livres, avec lesquelles il peut se faire bâtir un hôtel intra-muros. Il acquiert alors quatre places à bâtir en bas du cours à carrosses (du n°2 au n°10 de l'actuel cours Mirabeau) mais, pour son hôtel particulier, il préféra acheter le 29 janvier 1664 « un enclos de vigne et jardin » situé en dehors des remparts de la ville, dans le faubourg des Cordeliers, où il se fait bâtir une maison de campagne.
Louis de Vendôme se préoccupe en premier lieu de clore l'ensemble de la parcelle par des murs crénelés et de faire réaliser d'importants travaux d'adduction d'eau. Dès le printemps 1665, la construction du bâtiment débute selon les plans d'Antoine Matisse, dit La Rivière, maître maçon et architecte d'origine parisienne installé en Arles. Bien que le nom de Pierre Pavillon apparaisse également en tant qu'architecte du pavillon de Vendôme, dans lequel nous pouvons voir un rapprochement stylistique avec la façade sur cour de l'Hôtel de Ville d'Aix, aucun contrat ne l'officialise. Le contrat et les prix-faits sont bien passés au nom d'Antoine Matisse. Le pavillon ne comporte à l'origine qu'un seul étage avec un toit à la Mansart supporté par une frise. Le rez-de-chaussée est ouvert et on peut le traverser de part en part en permettant l'accès aux carrosses à l'abri des regards et des intempéries.
La légende dit que la « Belle du Canet » y rejoint son amant à la nuit tombée, accompagnée de quelques suivantes, visages masqués. Ambroise Roux-Alphéran rapporte que l'on a considéré dans le peuple que la vigueur d'ébats répétés avait fini par tuer le duc. 

« le duc de Vendôme, retiré dans le pavillon qu'il avait fait bâtir au faubourg des Cordeliers, et qu'on nomme aujourd'hui le Pavillon de la Molle, y faisait introduire de nuit, par une porte de derrière, des personnes déguisées, que les paysans du faubourg appelaient malicieusement las machouettos [les chouettes]. C'est là qu'il meurt le mardi 6 août 1669, à peine âgé de cinquante-sept ans, ce qui fit dire alors aux paysans : Las machouettos an tua lou duc [les chouettes ont tué le duc]. »

Le Grand Vendôme, fils et successeur du duc au gouvernement de la Provence,  vend le pavillon à l’avocat général Gautier de la Molle. Celui-ci fait fermer les ouvertures du rez-de-chaussée, achèver la décoration intérieure, ajouter un étage à l'ensemble et couvrir celui-ci d'une toiture provençale en tuiles romaines.
Le pavillon prend alors le nom de Pavillon de La Molle.
Au milieu du XVIIIe siècle, le peintre Jean-Baptiste van Loo achète le paillon et installe son atelier au second étage.
Dans les années qui suivent, le pavillon devient la propriété de Barthélemy-Louis Reboul, secrétaire de l'Académie d'Aix
.
À la Révolution, en 1791 ou 1792, Reboul passe en Italie avec sa femme et son fils unique, et le pavillon est vendu comme bien d'émigré.
En 1824, il est acquis par l'abbé Jean-Joseph-Pierre Guigou, évêque d'Angoulême, qui le cèdera aux religieuses du Sacré-Cœur pour y établir une maison d'enseignement et un pensionnat d'éducation des jeunes filles. Il tiendra ce rôle durant tout le XIXe siècle. 
En 1906, le pavillon est acheté par l'amateur d'art suisse Henri Dobler qui y entreprend des restaurations et tente de reconstituer le mobilier d'origine. En 1914, il fait classer le jardin et la façade à l'inventaire des monuments historiques. L'Académie d'Aix demande en 1926 que la mairie acquière le pavillon et les terrains adjacents pour en faire des jardins publics et un musée. À la mort de  Dobler en 1941, celui-ci lègue ses collections à la ville d'Aix-en-Provence, et le pavillon à sa veuve. À la mort de celle-ci en 1954, le bâtiment est légué à son tour à la ville dans le but d'en faire un musée. Celui-ci abrite depuis les années 1990, des expositions d'art contemporain et de photographies.

## Protection
Le pavillon de Vendôme fait l’objet d’un classement au titre des monuments historiques depuis le 27 mars 1914.
Le jardin, ainsi que les façades et toitures des deux pavillons dans le jardin à droite et à gauche du pavillon de Vendôme font l’objet d’un classement au titre des monuments historiques depuis le 15 octobre 1953.
Le parc entourant le pavillon fait l’objet d’une inscription au titre des monuments historiques depuis le 15 octobre 1953.

## Architecture

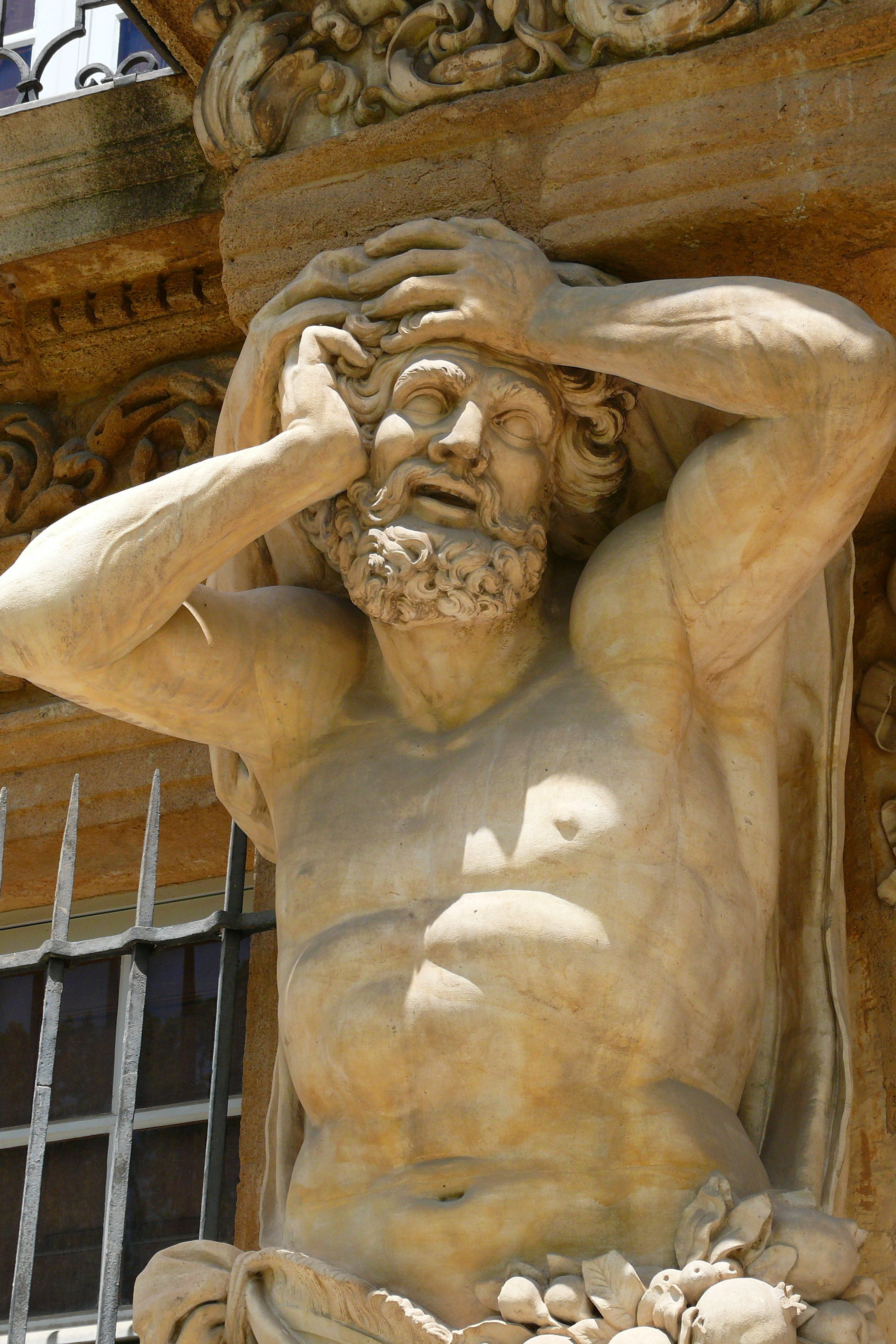
Détail d'un atlante.

Le pavillon de Vendôme illustre l'un des plus beaux exemples de l'architecture classique en Provence. Construit à partir de 1665 avec de la pierre jaunâtre des carrières de Bibémus, le bâtiment ne possédait à l'origine qu'un seul étage avec une grande frise supportant un toit à la Mansart en ardoise percé de lucarnes ajourées. Les carrosses pouvaient accéder directement à l'intérieur du pavillon grâce à des arcatures ouvertes au rez-de-chaussée. Considérablement remanié au XVIIIe siècle, le pavillon fut surélevé d'un étage et son toit fut couvert de tuiles romaines. Les ouvertures au rez-de-chaussée furent fermées. Les ornements extérieurs superposent des pilastres de style dorique au rez-de-chaussée, ionique au premier étage et composite au deuxième étage. Les deux atlantes baroques (allégories de l'Aurore et du Crépuscule), réalisés dans de la pierre blanche de Calissanne, encadrent l'entrée principale et soutiennent un balcon aux ferronneries d'origine. Ils ont été réalisés par le sculpteur Jean-Claude Rambot avec la participation du sculpteur Pierre Pavillon. Les guirlandes de fruits et le mascaron du portail représentent l'été. Sur les deux consoles de pierres du deuxième étages figuraient jusqu'à la Révolution les bustes du roi et du dauphin.

### Intérieur et collections
L'escalier d'honneur est particulièrement remarquable. Celui-ci, datant du XVIIIe siècle, possède une rampe d'appui en fer forgé. Des sculptures en gypseries, sphinx, guirlandes, putti et aigles composent son décor. Certaines salles présentent des plafonds peints, datant du XVIIIe siècle et sont tapissées de cuir de Cordoue.
Le pavillon de Vendôme conserve plusieurs portraits et dessins des XVIIe et XVIIIe siècles. Le mobilier se compose notamment d'un ensemble provençal, ainsi que d'une commode estampillée Foullet. Le pavillon conserve également des faïences de Moustiers des XVIIe et XVIIIe siècles.

## Jardins
Le jardin à la française du pavillon de Vendôme, aujourd'hui jardin public, a été reconstitué d'après des documents gravés du XVIIe siècle. Il est orné en son centre d'une fontaine circulaire ornée d'un putti. Des quatre pavillons d'angles qui cantonnaient autrefois le jardin, deux seuls nous sont parvenus, dont l'un a été transformé en chapelle au XIXe siècle. Les extérieurs sont ceints dès la construction du pavillon de murs crénelés afin de se prémunir contre la visite de maraudeurs.

## Site du pavillon
Des fouilles archéologiques réalisées sur l'emplacement du pavillon de Vendôme ont permis la découverte d'une mosaïque d'environ 10 mètres de longueur composée de carrés noir et blanc en quinconce. On peut aussi voir dans le jardin un chapiteau de marbre corinthien et des fragments de colonnes découverts sur place. De plus, pour l'archéologue Robert Ambard, la partie la plus ancienne du mur du pavillon, située rue Tavan contient des éléments de marbre et des fragments de tuiles antiques.